# Pánik (film, 2008)
A Pánik 2008-ban készült, korhatáros magyar filmdráma, melyet Till Attila rendezett első filmjeként, saját forgatókönyvéből.

## Cselekmény
Zsuzsi harminc éves és nagyjából mindent elért, amire addig vágyott: jó állása, szép autója, saját lakása van és a barátjával is egészen jól alakulnak a dolgok. Vagy mégsem?! Egy nem is olyan szép napon a lány arra ébred, hogy pánikbetegsége van. Amikor a szerelme is elhagyja, önként bevonul egy pánikspecialista klinikára, ahol egy női terapeuta, dr. Berger Berta veszi kezelésbe. Időközben kiderül, hogy a klinika falain túl sem biztos, hogy mindenki teljesen normális: Zsuzsi legtöbb hozzátartozója együtt él valami enyhébb-súlyosabb fokú „kattanással”. Zsuzsi számára lassan már nemcsak az lesz a tét, hogy sikerül-e talpra állnia, de az is, hogy egyenesbe tudja-e hozni környezete életét…

## Közreműködők

### Szereplők
- Gubík Ági – Zsuzsi
- Valcz Péter – Krisztián, Zsuzsi öccse
- Bánsági Ildikó – Elli, Zsuzsi anyja
- Thuróczy Szabolcs – Dick
- Kovács Lehel – Dino
- Schell Judit – dr. Berger Berta, Zsuzsi terapeutája
- Egri Márta – Ilona, Elli barátnője
- Stefanovics Angéla – Katalin, Krisztián barátnője
- Kolovratnik Krisztián – Kirill
- Ónodi Eszter – Dóri, Ilona lánya
- Koppány Zoltán –
- Balikó Tamás – Gyula
- Kozáry Ferenc – seftes arc
- Eck Kálmán – Alex
- Bakonyi András – kommandós
- Balogh Gábor – kommandós
- Baranyai Ernő – kommandós
- Boros Attila – kommandós
- Bálint Mária – pénztárosnő
- Bíró Kriszta – klinikai beteg
- Erős Iván – tűzoltó
- Fendratovics Sándor – tűzoltó
- Fon Gabi – klinikai beteg
- Halász László – kommandós
- Jeney Blanka – csecsemő
- Jeney Máté – csecsemő
- Kalapos József – rendőrorvos
- Karsai András – klinikai beteg
- Kerekes	József – eladó a szexshopban
- Kovács Zsolt – százados
- Lugosi György – klinikai beteg
- Móger Ildikó – klinikai beteg
- Názer Ádám – román a parkban
- Pejkó Tamás – román a parkban
- Péter János – tűzoltó
- Rada Zoltán – tűzoltó
- Rajkai Zoltán – Pedro
- Rajna Bálint – tűzoltó
- Reményi Zsolt – kommandós
- Simonyi Ottó – kommandós
- Szabó Zoltán – kommandós
- Sárosi Zoltán – kommandós kapitány
- Till Attila – játékmester
- Varga Ferenc – portás
- Varga	Zoltán – tűzoltó

### Alkotók
- Rendező: Till Attila
- Forgatókönyvíró: Till Attila
- Operatőr: Juhász Imre
- Dramaturg: Szászi Zsuzsanna
- Jelmeztervező: Juristovszky Sosa
- Producer: Muhi András, Mécs Mónika, Mesterházy Ernő
- Gyártásvezető: Stalter Judit
- Vágó: Barsi Béla

## Díjak és jelölések
- 39. Magyar Filmszemle, 2008: Legjobb női alakítás (Gubík Ági) – elnyerte

## Kritikák, ismertetések a filmről
- Vízer Balázs: Remek történet arról, hogy mit tegyünk, ha ránk omlik a világ Port.hu, 2024. január 16., hozzáférés: 2025. március 13.